# Nycteroleter ineptus
Nycteroleter ineptus è un rettile estinto, appartenente ai pararettili. Visse nel Permiano medio (circa 270 - 267 milioni di anni fa) e i suoi resti fossili sono stati ritrovati in Russia.

## Descrizione
Questo animale doveva essere simile a una lucertola, ma è conosciuto soprattutto in base a un cranio dall'aspetto peculiare. Il cranio era triangolare e corto, con una regione posteriore insolita a causa della presenza di un'incisura otica ampia e profonda. Questa incisura, simile a quella di alcuni anfibi temnospondili e ad alcuni rettiliomorfi, era forse ricoperta da una sorta di timpano che permetteva a Nycteroleter di sentire meglio di altri rettili della sua epoca. Altre caratteristiche di Nycteroleter e degli altri animali simili erano l'ornamentazione delle ossa craniche costituita da piccole fossette circolari e regolari, e la presenza di una fila di denti palatali che partivano dalla vacuità interpterigoide per arrivare al margine laterale della coana.

## Classificazione
Nycteroleter ineptus venne descritto per la prima volta da Ivan Efremov nel 1938, sulla base di resti fossili ritrovati nella regione di Arcangelo sulle rive del fiume Mezen in Russia. Inizialmente considerato affine al genere Nyctiphruretus, successivamente venne classificato da Alfred Romer in una famiglia a sé stante (Nycteroleteridae). Nycteroleter è stato a volte classificato tra gli "anfibi" rettiliomorfi a causa della sua incisura otica profonda e avvicinato al genere Seymouria. Tuttavia, analisi cladistiche più recenti hanno indicato che questo animale (e i suoi stretti parenti) sembrerebbero essere procolofoni primitivi, e quindi rettili anapsidi (Tsuji e Müller, 2009).